# Моревка (Новосибірська область)
Моревка (рос. Моревка) — присілок у Купинському районі Новосибірської області Російської Федерації.
Входить до складу муніципального утворення Ленінська сільрада. Населення становить 125 осіб (2010).

## Історія
Згідно із законом від 2 червня 2004 року органом місцевого самоврядування є Ленінська сільрада.

## Населення
| 2002 | 2007 | 2010 |
| ---- | ---- | ---- |
| 151  | ↘140 | ↘125 |